# Outlander (Film)
Outlander ist ein Fantasy-Abenteuerfilm von Howard McCain (Regie) und Dirk Blackman (Co-Autor) aus dem Jahr 2008. Die Hauptrollen spielten James Caviezel, Sophia Myles, Jack Huston und John Hurt. In einer Nebenrolle ist Ron Perlman zu sehen.

## Handlung
Im Jahr 709 n. Chr. stürzt ein Raumschiff auf norwegischen Boden. Von den beiden Besatzungsmitgliedern überlebt nur der menschliche Außerirdische Kainan, der sich mithilfe des Bordcomputers rasch über die Bewohner der Umgebung informiert und ihre Sprache zu Verständigungszwecken assimiliert.
Schon bald trifft er in einem zerstörten, abgebrannten Dorf ein, findet jedoch keine Leichen vor. Kurz darauf wird er von einer Gruppe von Wikingern um Wulfric gefangen genommen und in ihr befestigtes Lager zu König Rothgar gebracht. Diese verdächtigen ihn, das Dorf ihres Erzfeindes Gunnar zerstört zu haben, da sie ihn dort aufgefunden haben. Doch Kainan bleibt nicht lange ein Gefangener, denn als ein unbekanntes Tier die Menschen in Angst und Schrecken zu versetzen beginnt, begeben sie sich gemeinsam auf die Jagd und Kainan kann bei einem Kampf gegen einen Bären König Rothgar das Leben retten. Doch während alle den Sieg feiern, mahnt Kainan, dass es sich bei dem Angreifer um ein Moorwen handelt, ein Wesen, das heimlich mit ihm gereist ist und nun hungrig eine Spur der Zerstörung hinterlässt.
Wie sich später herausstellt, gehört Kainan einem Volk an, das einen ursprünglich von den Moorwen bewohnten Planeten eingenommen und besiedelt hat. Die Moorwen wurden auf ihrem Planeten fast ausgerottet, doch ein Exemplar überlebte unerkannt und griff während der Abwesenheit der Schutztruppen die Siedler an, zerstörte die Siedlung und tötete alle Bewohner, darunter auch Kainans Frau und seinen Sohn. Als der zurückgekehrte Kainan die Toten auf seinen Heimatplaneten bringen wollte, schlich sich das Moorwen an Bord, verursachte die Havarie und entkam beim Absturz auf die Erde. Kainan fühlt sich für die vom Moorwen getöteten Menschen verantwortlich und vertraut sich mit seiner Geschichte Rothgars Tochter Freya an. Die beiden beginnen, Gefühle füreinander zu entwickeln.
König Gunnar indes will Rache an König Rothgar und Wulfric nehmen. Gunnar glaubt zuerst nicht, dass ein „Drache“ sein Dorf zerstört hat und schwört, Rothgar und sein Dorf zu vernichten. Ein erster Angriff seines Clans kann zurückgeschlagen werden. Noch auf dem Rückweg in seine Siedlung wird er selbst vom Moorwen angegriffen und zieht sich notgedrungen in Wulfrics Dorf zurück. Von nun an kämpfen die Wikinger zusammen und planen unter Führung von Kainan eine Falle, die aber das Moorwen letztendlich nicht töten kann. Hinzu kommt, dass das Muttertier ein Junges zur Welt gebracht hat, das sich durch den Brunnen in das Dorf schleichen kann und König Rothgar tötet.
Die Wikinger beginnen, das Dorf zu evakuieren, da es nicht mehr sicher ist. Nur eine kleine Gruppe macht sich schließlich auf den Weg, um das Monster zu töten. Dazu werden aus dem Metall des abgestürzten Raumschiffes neue Schwerter und Dolche geschmiedet, die in der Lage sind, das Wesen wirkungsvoller zu verletzen. Schließlich kommt es zum Showdown, wobei auch Wulfric, der legitime Nachfolger Rothgars, sein Leben lässt. Kainan kann das Moorwen töten. Er sieht nun die Zeit gekommen, sich mit Hilfe eines Notfallsenders von den Seinigen abholen zu lassen. Doch im letzten Moment entscheidet er sich anders und zerstört den Notfallsender, wobei er wiederum von Freya beobachtet wird, die nun sein Geheimnis kennt. Er heiratet Freya, adoptiert den kleinen Waisenjungen Eric und wird zum neuen König gekrönt.

## Hintergründe

### Entstehung
Die erste Idee zu Outlander war McCain bereits 1992 zu Zeiten seines Studiums an der NYU gekommen. Ursprünglich wollte er eine moderne Verfilmung des epischen Heldengedichtes Beowulf umsetzen, doch erschien ihm der Gedanke eines Monsters zu Zeiten der Wikinger nicht glaubwürdig genug. Erst die Begegnung mit seinem späteren Co-Autor Dirk Blackman brachte den Gedanken ins Rollen, Held wie Ungeheuer zu Außerirdischen umzufunktionieren. Auf Anraten seiner Agenten strich er schließlich auch die Namen Beowulf und Grendel aus seinem Drehbuch.

### Finanzierung und Box Office
Eine erste eigenfinanzierte Verfilmung scheiterte am Budget und sollte mit Hilfe von Weta Workshop in Neuseeland realisiert werden. Der Einstieg der Weinstein Company in das Projekt setzte die Produktion schließlich in Gang und mit verringertem Etat machten sich McCain und Produzent Barrie M. Osborne an die Arbeit. Outlander erhielt das benötigte Kapital aus dem deutschen VIP Medienfonds. Die rund 50 Millionen Dollar schwere Produktion spielte an den Kinokassen nur rund 7 Millionen Dollar ein und wurde daher zu einem finanziellen Flop.

### Veröffentlichung
Der Film feierte im Rahmen der Internationalen Filmfestspiele von Cannes seine Premiere am 16. Mai 2008. In der Schweiz wurde er auf dem Internationalen Filmfestival von Locarno am 1. August 2008 gezeigt, in Deutschland wurde Outlander erstmals auf dem Fantasy Filmfest am 18. August 2008 gezeigt. In den Vereinigten Staaten kam der Film nur in ausgesuchten Kinos, in vielen anderen Ländern erschien er nur auf DVD. In den Vereinigten Staaten erschien Outlander am 19. Mai 2009 auf DVD. In Deutschland erschienen DVD und Blu-ray Disc am 1. Dezember 2009, seit dem 29. Januar 2010 ist eine Special Edition erhältlich.

## Kritiken
„Der nicht reizlose Versuch, Science-Fiction-, Fantasy- und Historienfilm miteinander zu verbinden, schlägt in dem Moment fehl, als sich der Film ohne große Not auf den Wikinger-Stoff konzentriert. Passable Unterhaltung mit beeindruckenden Effekten.“